# 太平橋駅
太平橋駅（たいへいきょうえき）とは、中華人民共和国黒竜江省ハルビン市道外区に位置する三棵樹線の駅。

## 歴史
- 1938年　開業。

## 隣の駅
中華人民共和国鉄道部
三棵樹線
浜江駅 - 太平橋駅 - ハルビン東駅
哈佳線
ハルビン駅 - 太平橋駅 - 趙安屯駅
座標: 北緯45度47分31秒 東経126度40分47秒 / 北緯45.791955度 東経126.679704度